# Vijay Kumar
Vijay Kumar, född 19 augusti 1985 i Harsour i Himachal Pradesh i Indien, är en indisk sportskytt. Han vann en silvermedalj i 25 meter snabbpistol vid olympiska sommarspelen 2012 i London där han också kom på en 31:a-plats i 10 meter luftpistol. Kumar har också vunnit två silvermedaljer i 25 meter snabbpistol vid världsmästerskapen 2009 och 2011 samt en guldmedalj i 25 meter standardpistol vid asiatiska mästerskapen 2012.